# Sculeni
Koordinaten: 47° 19′ N, 27° 38′ O
Sculeni (rumänisch, in älteren deutschen Texten Skuleni, russisch Скулены) ist eine Gemeinde im Rajon Ungheni im Westen von der Republik Moldau, die aus den vier Dörfern Sculeni mit 2800 Einwohnern, Gherman mit 1730 Einwohnern, Blindeşti und Floreni besteht. Der Ort Sculeni am Grenzfluss Prut ist durch eine Straßenbrücke mit dem gleichnamigen Dorf auf der rumänischen Seite verbunden. Die Brücke an der Fernstraße Iași–Bălți ist einer der Hauptgrenzübergänge zwischen beiden Ländern.
Die von den griechischen Aufständischen der Filiki Eteria 1821 verlorene Schlacht von Sculeni stand am Anfang der Griechischen Revolution gegen das Osmanische Reich. Am 27. Juni 1941 verübten rumänische Truppen das erste große Massaker an Juden während der Eroberung Bessarabiens, als sie den auf der Verteidigungslinie der sowjetischen Armee gelegenen Ort angriffen.

## Lage
Sculeni liegt rund 130 Kilometer entlang der E58 nordwestlich der Landeshauptstadt Chișinău und rund 80 Kilometer entlang der E583 südwestlich der größten Stadt im Norden Moldaus, Bălṭi. Parallel zum Prut verläuft auf moldauischer Seite eine Straße flussaufwärts nach Norden bis Costești am Costești-Stausee und weiter ins Landesinnere nach Edineț. Nach Süden führt diese Straße als E58 bis zur 23 Kilometer entfernten Distrikthauptstadt Ungheni. Die Entfernung nach Iași, der größten Stadt im Nordosten Rumäniens, beträgt 30 Kilometer. Die Verbindung Sculeni–Sculeni ist einer der sechs Straßenübergänge zwischen Rumänien und Moldau. Das erste rumänische Dorf Victoria an der Straße nach Iași ist fünf Kilometer von der Grenze entfernt und hat rund 1400 Einwohner. Die Gemeinde Sculeni liegt in der im Jahr 2000 gegründeten Europaregion Siret–Prut–Nistru (Oberer Prut). Rumänen und Moldauer können visafrei das jeweilige Nachbarland besuchen. Sculeni liegt etwa in der Mitte der 684 Kilometer langen, vom Prut gebildeten Grenze. Für die moldauische Grenzregion ist der grenzüberschreitende Kleinhandel mit Obst und Gemüse zu den Märkten von Iași wirtschaftlich bedeutend. Der Kleinhandel wird als Hauptgrund für eine Reise der moldauischen Dorfbewohner der Region nach Rumänien angegeben, gefolgt vom Einkauf im Nachbarland. Die nächstgelegene Bahnstation ist Ungheni (3 Stunden von dort per Bahn nach Chișinău).
Der Prut bildet in seinem Unterlauf an mehreren Stellen Feuchtgebiete in der Steppengraslandschaft. Flache, vom Fluss gespeiste Seen bei Cahul und Giurgiulești wurden zu Schutzzonen erklärt. Solche Seen tragen zum Ausgleich der jahreszeitlich bedingten Wasserschwankungen bei und stellen wertvolle Ökosysteme zur Bewahrung der Biodiversität dar. Zur Wasserregulierung dienen unterhalb des Costești-Stausees an mehreren Stellen Deiche längs des Flusses, die nach den Vorgaben des um Hochwasserschutz bemühten Ingenieurs Anghel Saligny seit 1965 errichtet wurden und die natürlichen Seen am Ufer, die Nebenarme und Sumpfgebiete zu Ackerflächen machten. Eines dieser regulierten Gebiete ist der Trifești-Sculeni-Deich zwischen Sculeni und dem flussaufwärts gelegenen rumänischen Ort Trifești. Hinter dem 1972 bis 1974 am Flussufer errichteten Deich ist eine Ebene entstanden, die durch mehrere parallel zum Fluss verlaufende Kanäle, die bis zum Grundwasser reichen, entwässert wird. Das für die Feldbewässerung nicht benötigte Wasser der Trifești-Sculeni-Eindeichung wird in den Prut und den Jijia, einen rechten Nebenfluss des Prut abgeleitet. Der Deich zwischen beiden Orten ist 30 Kilometer lang und durchschnittlich drei Meter hoch. Seit der Jahrtausendwende werden Untersuchungen angestellt mit dem Ziel, ehemalige Überschwemmungsflächen zu renaturieren. Der durchschnittliche Jahresniederschlag in der Region beträgt 500 Millimeter (Messstation Iași).

## Geschichte

### Schlacht von Sculeni

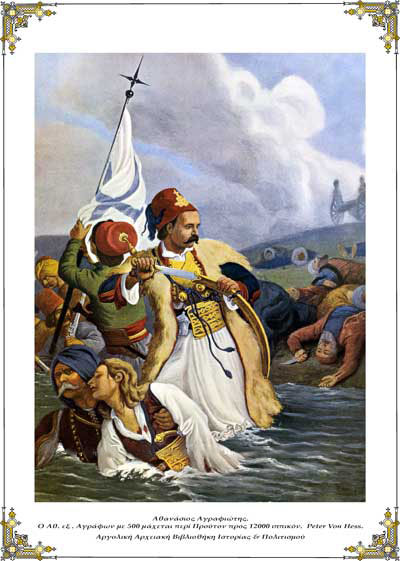
Schlacht von Sculeni. Kämpfer im Prut mit der Flagge der griechischen Revolution. Idealisiertes Gemälde von Peter von Hess

Ab dem Anfang des 16. Jahrhunderts stand das Fürstentum Moldau unter der Vorherrschaft des Osmanischen Reichs. Mit dem Sieg des Russischen Kaiserreichs im Russisch-Türkischen Krieg 1812 wurde Moldau im Frieden von Bukarest aufgeteilt und Russland verschob seine bisherige Grenze am Dnister nach Westen bis an den Prut. Das übrige moldauische Territorium mit der Hauptstadt Iași blieb weiterhin unter osmanischer Führung, die Osthälfte Moldaus mit der Hauptstadt Bender erhielt den Namen Bessarabien und wurde zu einer russischen Provinz. Zur Kontrolle des Fürstentums Moldau hatten die Osmanen eine Phanarioten-Regierung installiert. Die aus Istanbul stammenden griechischen Phanarioten herrschten als Verwalter (Hospodar, ein Fürstentitel) und pressten ein Maximum an Steuern für den Sultan und für sich selbst heraus. Dagegen regte sich 1821 unter den Bürgern Widerstand. Der Führer der walachischen Aufständischen war Tudor Vladimirescu (um 1780–1821). Zur gleichen Zeit erhoben sich die Griechen, organisiert durch den patriotischen Bund Filiki Eteria, gegen die osmanische Ausbeutung. Alexander Ypsilantis, seit 1820 Anführer des griechischen Freiheitskampfes, begann den Aufstand mit einer Expedition in die nördlich von Griechenland gelegenen Donaufürstentümer. Überzeugt von seinem Erfolg überquerte er im März 1821 bei Sculeni den Prut und drang mit seiner Truppe bis in die Hauptstadt Iași vor. Die national gesinnte rumänische Bevölkerung versagte ihm jedoch ihre Unterstützung im Kampf gegen die Türken und griff stattdessen die verhassten phanariotischen Verwalter an. Am 19. Juni wurde Ypsilantis „Heiliges Bataillon“, wie er es nannte, von den Türken bei Drăgășani besiegt. Ypsilantis setzte sich von seiner Truppe ab und floh auf österreichisches Gebiet.
Die verbliebenen griechischen Aufständischen führten noch eine weitere Schlacht. Am 29. Juni 1821 warf sich eine anfangs von Gheorghe Cantacuzino geführte Truppe von rund 500 Mann bei Sculeni in den hoffnungslosen Kampf gegen die Osmanische Armee. Cantacuzino rettete sein Leben wie zuvor Ypsilantis und setzte sich nach Russland ab. Während der Gefechte floh rund ein Viertel der Griechen, indem sie über den Fluss schwammen. Die Mehrheit starb im Gefecht oder ertrank im Fluss. Die russischen Soldaten, die sich im Verlauf des Aufstands zurückgehalten hatten, beobachteten von der Ostseite des Flusses das Geschehen und bejubelten die griechischen Kämpfer. Der griechische Aufstand in der Moldau war somit niedergeschlagen. Ein wesentlicher Grund hierfür war, dass die rumänische Bevölkerung den Griechen feindselig gegenüberstand und deren Aufenthalt stets an die Türken meldete. Die letzten Getreuen des Befehlshabers Giorgakis Olympios, der in Sculeni dabei gewesen war, zogen sich zum Secu-Kloster bei Târgu Neamț zurück, wo sie vom türkischen Feind belagert wurden. Olympios, der den Türken nicht lebend in die Hände fallen wollte, kämpfte, bis es nicht mehr ging, feuerte dann seine Pistole in das Schießpulverdepot und starb in der Explosion. Ein anderer Revolutionär, Yiannis Pharmakis (1772–1821), hielt das Hauptgebäude des Klosters noch weitere zwei Wochen, bevor er sich nach einem Amnestieversprechen ergab. Die letzten 20 Verteidiger wurden von den Türken erschossen, Pharmakis nach Istanbul geschafft und dort öffentlich geköpft. Dieser für die Griechen erfolglose Beginn der Revolution mit den verlorenen Schlachten von Drăgășani und Sculeni erwies sich hingegen als günstig für die Rumänen, weil in dessen Folge Sultan Mahmud II. 1822 die Phanarioten absetzte.
Die Schlacht von Sculeni verarbeitete Alexander Puschkin (1799–1837) in der Erzählung Der Schuss (russisch Vystrel) von 1830. Die tödliche Schlacht, in die sich der Held Silvio am Ende begibt und dann spurlos verschwindet – wie es im letzten Satz der Erzählung heißt, wird als Metapher für den Selbstmord interpretiert. Zuvor hat Silvio, der als hervorragender Schütze beschrieben wird, zwei Duelle abgebrochen, ohne auf seinen Gegner zu zielen und somit ohne seine Ehre wiederhergestellt zu haben.
Auf Puschkins Der Schuss nimmt Walentin Petrowitsch Katajew (1897–1986) in seiner Erzählung „Der Friedhof von Skulyany“ (russisch Kladbishche v Skulyanakh, 1975) Bezug, die in einer nach innen gerichteten Vortragsweise und auf einer Art mythischer Erinnerung basierend autobiografische Züge trägt. Katajew erzählt von seinem Urgroßvater, der zur Zeit Puschkins lebte und dort begraben wurde, wo der Held in dessen Erzählung den Tod fand. Der Autor vermischt verschiedene Erzählebenen, beschreibt an einer Stelle so, als sei er selbst in Sculeni gestorben, um sich später auf die Rolle eines Kommentators zurückzuziehen. Interpretieren lässt sich daraus die ideologische Absicht Katajews, eine Kontinuität zwischen der Zarenzeit des 19. Jahrhunderts und der Sowjetunion herstellen zu wollen.

### Massaker an Juden im Zweiten Weltkrieg

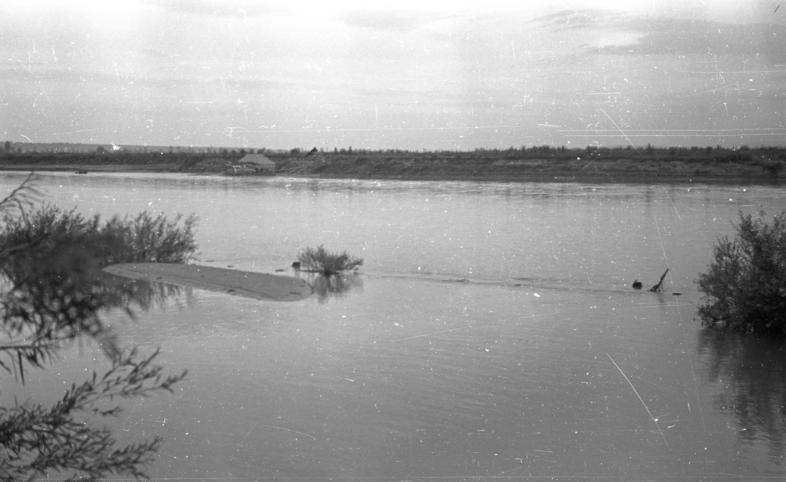
Der Prut am 21. Juni 1941

Aus dem Zusammenschluss der Moldau und der Walachei ging 1859 der Staat Rumänien hervor, der 1878 vom Osmanischen Reich unabhängig wurde. Nach 1812 kamen zahlreiche jüdische Handwerker und Händler aus Polen, der Ukraine und Galizien in das nunmehr russische Bessarabien. Um 1900 lebten in Sculeni 1555 Juden. Zwischen den Weltkriegen schloss Großrumänien Bessarabien ein. Von Ende Juni 1940 bis Ende Juni 1941 gehörten Bessarabien und Nordbukowina zur Sowjetunion, auf dem Gebiet von Bessarabien wurde die Moldauische Sozialistische Sowjetrepublik (MSSR) installiert. Zwischen dem 22. Juni und dem 26. Juli 1941 eroberten rumänische und deutsche Truppen, die als Achsenmächte vereint waren, Bessarabien zurück, das ohne formale Annexion beherrscht wurde.
Zwei Wochen bevor am 2. Juli die Großoffensive der deutschen 11. Infanterie-Division unter General Eugen von Schobert beginnen sollte, war es die Aufgabe des 6. Infanterie-Regiments der rumänischen Armee und des 305. deutschen Infanterie-Regiments (Teil der 198. ID), einige Brückenköpfe am Ostufer des Prut einzurichten. Am 22. Juni 1941 begann die Operation mit dem Angriff auf Sculeni, das am ersten Tag eingenommen wurde. In den folgenden Tagen gelang es den Angreifern, ihre Stellung um Sculeni zu vergrößern. Danach zwang heftiger Beschuss der sowjetischen Einheiten, den Brückenkopf wieder zu räumen. Als der Rückzug aus dem Ort selbst unmittelbar bevorstand und der Plan gefasst war, die Einwohner Sculenis auf die westliche Seite des Flusses zu evakuieren, streuten zwei Offiziere das Gerücht, der Ort würde von hinten überfallen und an dem Angriff seien sämtliche Juden des Dorfes beteiligt. Daraus folgerten sie die Notwendigkeit, die Juden unter den Einwohnern zu identifizieren und zu ermorden. General Gheorghe Stavrescu (1888–1951), Kommandant der 14. Infanterie-Division, und Regimentskommandant Oberst Ermil Mateiaș erteilten ihre Zustimmung. Als die Dorfbewohner an das Westufer verbracht waren, begann ein Gremium unter Beteiligung von denjenigen Einwohnern, die Anhänger des rechtsnationalistischen Politikers Alexandru C. Cuza (1857–1947) waren, und von Gheorghe Cimpoieș, einem Mitglied der Eisernen Garde und früheren Bürgermeister des Ortes, die Juden und die nichtjüdischen Kollaborateuren der Sowjetunion zu identifizieren. Rumänische Soldaten, unterstützt von einigen Freiwilligen aus der Einwohnerschaft, erschossen am 27. Juni 1941 in der Nähe des Dorfes Stânca Roznovanu 311 jüdische Männer, Frauen und Kinder aus Sculeni. Es herrschte Uneinigkeit darüber, ob die nichtjüdischen prosowjetischen Einwohner ebenfalls erschossen werden sollten. Hierzu wurde eine Anweisung von höherer Ebene aus Iași eingeholt. Der Befehl von dort lautete, diese Gefangenen freizulassen, was nachfolgend geschah.
Etwa zwei Wochen später, als die Rumänen die Kontrolle über ganz Bessarabien erlangt hatten, durften die Einwohner nach Sculeni zurückkehren. Die als prosowjetisch Identifizierten wurden vor einem Militärgericht des Hochverrats angeklagt und zu unterschiedlich langen Haftstrafen verurteilt. Das Massaker von Sculeni wurde zum Muster, nach dem ganz Bessarabien einer ethnischen Säuberung unterzogen und Juden ermordet wurden. Stets waren rumänische Militärs, rumänische Polizeieinheiten und Teile der einheimischen Zivilbevölkerung beteiligt. Letztere waren für die Identifizierung der Juden unentbehrlich. Im April 1944 marschierten wieder sowjetische Truppen in Bessarabien ein.
Auf Ersuchen der jüdischen Gemeinde von Iași wurden am 12. September 1945 bei Stânca Roznovanu drei Massengräber geöffnet. Die nebeneinanderliegenden Gräber waren sechs Meter lang, vier Meter breit und 1,7 Meter tief. Bei der Exhumierung der in ungefähr gleicher Zahl auf die drei Gräber verteilten Leichen ergab sich, dass nur 48 der Ermordeten Männer in wehrfähigem Alter waren (zwischen 18 und 40 Jahre alt), mindestens 127 waren weiblich und 146 waren männlich. Darunter waren mindestens 45 Kinder unter 12 Jahren und 46 Jugendliche unter 18 Jahren. Die Opfer wurden zuvor teilweise ausgeraubt und waren überwiegend spärlich bekleidet. Die meisten Opfer hatten mehrere Schussverletzungen in der Brust, einigen war offensichtlich mit Gewehrkolben der Schädel eingeschlagen worden. Die sterblichen Überreste wurden auf dem jüdischen Friedhof von Iași beigesetzt. Das Dorf Stânca Roznovanu heißt heute Stânca und gehört zur Gemeinde Victoria. Seit dem Jahr 2000 erinnert ein Denkmal an der Stelle in freiem Gelände an das Massaker.

## Seit der Unabhängigkeit
Die Moldauische SSR existierte bis zur Unabhängigkeitserklärung des Landes im August 1991. Am Anfang der Entwicklung, die zum Zerfall der Sowjetunion führte, standen die als Perestroika und Glasnost bekannten Reformen, die ab 1987 auch die Moldauische SSR erfassten und zu Unruhen und einer bis heute existierenden Lagerbildung führten. Kennzeichnend für eine Westorientierung der Politik war das im August 1989 verabschiedete Gesetz zur Einführung der Lateinschrift anstelle des Kyrillischen für die rumänische Sprache. Allgemein als Befreiung empfunden wurde die Öffnung der Grenze zu Rumänien 1990. Sculeni und die anderen Grenzübergänge wurden zu „Blumenbrücken über den Prut“ (Podul de Flori de la Prut). Vor allem der pro-rumänisch eingestellte Teil der Bevölkerung sprach von einer „Euphorie des Wiedersehens“, als sich Familien von beiden Seiten des Flusses gegenseitig besuchen konnten.
Die Wirtschaftsleistung von Moldau ist deutlich geringer als die Rumäniens. Nach einer Befragung ausgewählter Haushalte in Sculeni im Jahr 2008 betrugen die mittleren Netto-Einkünfte eines Haushalts umgerechnet 140 €, bei durchschnittlich 3,8 Personen pro Haushalt entspricht dies 37 € pro Person. Im Jahr 2006 betrugen die Netto-Einkünfte lediglich 105 €.
Im Jahr 2012 feierte Sculeni das 580-jährige Bestehen des Ortes, dessen Gründung 1432 angenommen wird. Sculeni liegt direkt am Flussufer, gegenüber dem kleineren rumänischen Ort. Die E58 führt am westlichen Ortsrand vorbei. Die Gehöfte sind weitläufig zwischen Hausgärten und Ackerflächen um die Ortsmitte verteilt, die ein baumbestandener Park bildet. Das größte Gebäude ist die Oberschule (Liceul Teoretic Sculeni) östlich des Parks.

## Bevölkerung
Bei der Volkszählung 2004 betrug die Einwohnerzahl der Gesamtgemeinde 5470. Davon bezeichneten sich 5139 als Moldauer, 98 als Russen, 97 als Ukrainer, 90 als Rumänen, 16 als Roma, 16 als Gagausen, 4 als Bulgaren und 2 als Juden. Die Einwohnerzahl des Hauptortes Sculeni betrug 2792. Davon bezeichneten sich 2532 als Moldauer, 85 als Rumänen, 73 als Russen, 64 als Ukrainer und 16 als Roma. Hinzu kamen jeweils 2 Gagausen, Bulgaren und Juden. Der zweitgrößte Ort Gherman hatte 1730 Einwohner, gefolgt von Blindeşti mit 612 und Floreni mit 336 Einwohnern.

## Söhne und Töchter der Gemeinde
- Eliezer Zusia Portugal (1898–1982), Großrabbiner und Begründer einer chassidischen Schule, die nach seinem Geburtsort Skulen (jiddisch סקולען) genannt wird
- Yisroel Avrohom Portugal (1923–2019), Großrabbiner; der Sohn und Nachfolger des Rabbi Portugal lebte in den Vereinigten Staaten
- Andrei Eşanu (* 1948), Historiker
- Vichentie Moraru (* 1953), orthodoxer Kleriker, Metropolit